# Misal de Constanza
El Misal especial es un incunable posterior a 1473 que hasta mediados de los años 60 se conocía como  Misal de Constanza, y se creía que había sido impreso en 1449 o 1450 por Johannes Gutenberg y, por tanto, con base en esas fechas, era considerado como el primero en ser impreso en una imprenta de tipos móviles en Europa por varias fuentes. Sin embargo, el bibliógrafo norteamericano, Allan H. Stevenson (1903-1970), especialista en marcas de agua, gracias a la aplicación de nuevas técnicas de investigación, reveló, tras estudiar las copias existentes, que el papel empleado no podía ser anterior a 1473. Por tanto, no pudo ser obra de Gutenberg que había fallecido en 1468, sino probablemente por un tal Johahn Meister Koch, además de que tales marcas de agua podrían situar su lugar de impresión en Basilea y no en Constanza como se había venido creyendo hasta ese momento.
Así está actualmente registrado y catalogado por el Gesamtkatalog der Wiegendrucke, bajo la signatura M24875 y por el ISTC, bajo el identificador im00732500. De similar manera están datadas las fichas catalográficas respectivas de las tres copias actualmente existentes en la Biblioteca Morgan de Nueva York, en la Biblioteca Estatal de Baviera, en Múnich y en la Biblioteca Central de Zúrich. 

## Historia
El investigador de impresión y gráficos Otto Hupp (1859-1949) compró en 1880 en la librería de antigüedades de Múnich, Friedrich Roehm, un libro viejo por un pequeño precio. Determinó el libro como un Misal, impreso con Johann Fust y Peter Schöffers, un pequeño tipo del Salterio de Maguncia de 1457. Por razones tipográficas, concluyó que era una prueba de Gutenberg del período alrededor de 1450. Esta afirmación hizo aumentó el valor: desde 1900, el libro estaba en la compañía Ludwig Rosenthal en Múnich a la venta por el precio de 300,000 marcos de oro. Pero solo después de la muerte de los Hupps fue adquirida por la Biblioteca Estatal de Baviera en Múnich.
Mientras tanto, se habían encontrado más copias. El explorador François Ducrest encontró un segundo espécimen en el otoño de 1915 en la biblioteca del monasterio capuchino de Romont (Cantón de Friburgo, Suiza); esto se vendió en 1954, a través del librero Hans Peter Kraus (1907-1988) y para financiar la reparación del techo del monasterio, a la Biblioteca Pierpont Morgan en Nueva York. El alto precio de $100,000 muestra que los compradores estaban convencidos de la antigüedad del libro.
Una tercera copia fue identificada por el investigador sueco de incunables Isak Collijn (1875-1949) durante una visita de investigación en la Biblioteca Central de Zürich; provenía de la biblioteca del monasterio Rheinau , que había llegado en 1862 cuando se trasladaba a Zúrich. Desde 1901, el misal había sido impreso en el catálogo impreso de la Biblioteca Cantonal de Zúrich sin más detalles, que se remonta al siglo XV.
Los bibliotecarios encontraron una cuarta copia en 1961 en la sala duplicada de la Biblioteca Estatal y de la Ciudad de Augsburgo. Con una circulación de originalmente 100 a 200 copias se puede esperar.

## Historia de la investigación
Como suele ocurrir en los incunables, en este caso faltaban todos los detalles del lugar y la época de producción. Después de la primera descripción de una copia en 1896, los investigadores discutieron su origen durante décadas: algunos lo vieron como la impresión más antigua de Johannes Gutenberg, comenzando antes de la Biblia de 42 líneas, mientras que otros asumieron que se imprimió entre 1470 y 1480 en Basilea.
Basándose en la opinión experta elaborada por Eugène Misset en 1899, el Misal Especial a menudo se denominó de Constanza hasta la década de 1950, que el investigador William Henry James Weale (1832-1917) refutó en 1900.  Es la versión muy abreviada de un misal latino para capillas o altares más pequeños en catedrales y colegiatas. La designación "especial" significa que no contiene ninguna forma masiva de órdenes religiosas ni misa de santos locales. Los misales manuscritos de Basilea sirvieron como modelo para la impresión. Como en la Biblia de Gutenberg, se utilizó la impresión a dos colores (rojo y negro), a veces en un solo proceso de impresión.
Los hallazgos de la investigación sobre el papel resolvieron el enigma del lugar y la época de la impresión: Gerhard Piccard (1909-1989), fundador de la colección de marcas de agua de Stuttgart, y Theo Gerardy (1908-1986), un historiador del papel alemán, demostraron simultáneamente y de forma independiente que la impresión estaba en marcha. Papel que no se fabricó antes de 1473.
El investigador estadounidense de incunables Allan H. Stevenson (1903–1970) confirmó la impresión en Basilea sobre la base de su propia investigación y nombró a Johann Koch llamado Meister (alrededor de 1430–1487) como el presunto impresor. A través del asistente de Gutenberg, Berthold Ruppel , que trabajaba como impresor en Basilea, las tipografías del taller de Fust y Schöffer desde Maguncia hasta Basilea podrían haber llegado a manos de Johann Koch.